# Slibovice
Slibovice jsou vesnice a část obce Běrunice v okrese Nymburk. Nacházejí se asi 2,6 kilometru východně od Běrunic.

## Historie
První písemná zmínka o vesnici pochází z roku 1365. Stávala zde tvrz, na které seděli roku 1437 Jindřich a Frydman ze Sloupna. Roku 1490 koupil Slibovice Burjan Apolon, předek Šlikovských ze Skřivan. V roce 1644 patřila ves Janu Oktaviánovi Kinskému z Vchynic a Tetova, kvůli uhrazení dluhu však byla postoupena opatovi Strahovského kláštera Kryšpínu Fuckovi. Vzhledem k zadlužení a rozsahu válečných škod byl celý statek, k němuž patřily Slibovice s tvrzí a poplužním dvorem, (Velké) Výkleky s tvrzí a poplužním dvorem, ves Lovčice, ves Kněžičky, a poplužní dvůr v Malých Kněžičkách, Fuckem 4. července 1652 prodán Václavovi Albrechtu Vltavskému z Mannschwertu a Helfenburgu, hejtmanovi komorních panství Poděbrady a Kolín.[chybí lepší zdroj]
Administrativně byly Slibovice v letech 1869 a 1880 pod názvem Slivovice osadou obce (Velké) Výkleky v tehdejším okrese Poděbrady, v letech 1890 až 1950 obcí v okrese Poděbrady, a to roku 1890 pod názvem Šlibovice, v letech 1900–1910 Šlibovice t. Slivovice a roku 1921 již pod současným názvem Slibovice. Od roku 1961 jsou Slibovice částí obce Běrunice v okrese Nymburk.
Slibovice náležely do římskokatolické farnosti Lužec nad Cidlinou, od roku 1872 do farnosti Lovčice.
V roce 1900 měla ves Šlibovice 20 domů a 217 obyvatel, byla zde pošta, telegraf, cukrovar a poplužní dvůr.

## Obyvatelstvo
| Rok            | 1869 | 1880 | 1890 | 1900 | 1910 | 1921 | 1930 | 1950 | 1961 | 1970 | 1980 | 1991 | 2001 | 2011 | 2021 |
| -------------- | ---- | ---- | ---- | ---- | ---- | ---- | ---- | ---- | ---- | ---- | ---- | ---- | ---- | ---- | ---- |
| Počet obyvatel | 215  | 234  | 290  | 217  | 165  | 142  | 143  | 97   | 106  | 108  | 79   | 59   | 50   | 43   | 52   |
| Počet domů     | 18   | 18   | 20   | 20   | 20   | 20   | 28   | 26   | 27   | 28   | 24   | 28   | 27   | 27   | 27   |

## Doprava
Železniční zastávka Slibovice leží jižně od vsi na trati Chlumec nad Cidlinou – Křinec. Do roku 2009 zastávka se jmenovala Lovčice.